# Amt Fehrbellin (1992–2003)
Das Amt Fehrbellin war ein 1992 gebildetes Amt in Brandenburg, in dem sich 17 Gemeinden im damaligen Kreises Neuruppin (heute Landkreis Ostprignitz-Ruppin, Brandenburg) zu einem Verwaltungsverbund zusammengeschlossen hatten. Amtssitz war in der Stadt Fehrbellin. Das Amt wurde 2003 per Gesetz wieder aufgelöst, die amtsangehörigen Gemeinden wurden in die Stadt Fehrbellin eingegliedert. Es hatte zuletzt (Ende 2002) insgesamt 9509 Einwohnern.

## Geographische Lage
Das Amt Fehrbellin grenzte im Norden an das Amt Temnitz und die Stadt Neuruppin, im Osten an das Amt Kremmen, im Süden an das Amt Nauen-Land und im Südwesten und Westen das Amt Friesack sowie über eine sehr kurze Distanz auch die Gemeinde Wusterhausen/Dosse.

## Geschichte
Am 30. Mai 1992 erteilte der Minister des Innern des Landes Brandenburg seine Zustimmung zur Bildung des Amtes Fehrbellin mit Sitz in Fehrbellin. Die Bildung kam mit Wirkung zum 1. Juni 1992 zustande. Zum Zeitpunkt der Gründung umfasste es die Gemeinden (in der Reihenfolge ihrer Nennung im Amtsblatt):
1. Wustrau-Altfriesack
2. Langen
3. Wall
4. Linum
5. Dechtow
6. Karwesee
7. Königshorst
8. Hakenberg
9. Brunne
10. Lentzke
11. Betzin
12. Protzen
13. Manker
14. Tarmow
15. Walchow
16. Deutschhof
17. Stadt Fehrbellin

Zum Zeitpunkt der Bildung hatte das Amt Fehrbellin 9744 Einwohner.
Am 7. Mai 2002 genehmigte das Ministerium des Innern den Zusammenschluss der Gemeinden Betzin, Deutschhof, Hakenberg, Karwesee, Königshorst, Manker, Tarmow, Wall und der Stadt Fehrbellin zur neuen Gemeinde Fehrbellin. Der Zusammenschluss wurde aber erst zum 26. Oktober 2003 rechtswirksam. Zum 26. Oktober 2003 wurden die restlichen Gemeinden des Amtes Fehrbellin, Brunne, Dechtow, Langen, Lentzke, Linum, Protzen, Walchow und Wustrau-Altfriesack per Gesetz in die Gemeinde Fehrbellin eingegliedert. Das Amt Fehrbellin wurde gleichzeitig aufgelöst, die Gemeinde Fehrbellin amtsfrei. Entsprechend den 17 zusammengeschlossenen Gemeinden gliedert sich die heutige (Groß-)Gemeinde Fehrbellin in 17 Ortsteile.

## Amtsdirektoren
Erster Amtsdirektor war Friedrich-Wilhelm Reimer. Letzte Amtsdirektorin war Ute Behnicke, die 2003 Bürgermeisterin der neuen Gemeinde Fehrbellin wurde.

## Belege
1. 1 2  
Beitrag zur Statistik Landesbetrieb für Datenverarbeitung und Statistik Historisches Gemeindeverzeichnis des Landes Brandenburg 1875 bis 2005 19.15 Landkreis Ostprignitz-Ruppin PDF
2. ↑  
Bildung des Amtes Fehrbellin. Bekanntmachung des Ministers des Innern vom 30. Mai 1992. Amtsblatt für Brandenburg - Gemeinsames Ministerialblatt für das Land Brandenburg, 3. Jahrgang, Nummer 47, vom 10. Juli 1992, S. 890.
3. ↑  
Bildung einer neuen Gemeinde Fehrbellin. Bekanntmachung des Ministeriums des Innern vom 7. Mai 2002. Amtsblatt für Brandenburg Gemeinsames Ministerialblatt für das Land Brandenburg, 13. Jahrgang, 2002, Nummer 22, 29. Mai 2002, S. 561 PDF
4. ↑  Fünftes Gesetz zur landesweiten Gemeindegebietsreform betreffend die Landkreise Barnim, Märkisch-Oderland, Oberhavel, Ostprignitz-Ruppin, Prignitz, Uckermark (5.GemGebRefGBbg) vom 24. März 2003 (Gesetz- und Verordnungsblatt für das Land Brandenburg, I (Gesetze), 2003, Nr. 05, S. 82) und geändert durch Gesetz vom 1. Juli 2003 (Gesetz- und Verordnungsblatt für das Land Brandenburg, I(Gesetze), 2003, Nr. 10, S. 187)
5. ↑  Hauptsatzung der Gemeinde Fehrbellin vom 19. März 2009 PDF (Memento vom 22. Februar 2014 im Internet Archive)
6. ↑  
Christian Kranz Als das Amt geboren wurde Elf Jahre – eine Ära geht zu Ende (Memento vom 12. April 2013 im Webarchiv archive.today) Märkische Allgemeine, vom 23. Oktober 2003